# Kormoran (HSK 8)
Il Kormoran era un incrociatore ausiliario della Kriegsmarine che trovò impiego come nave corsara durante la seconda guerra mondiale. Conosciuta anche come HSK 8 (Hilfskreuzer 8 - incrociatore ausiliario 8), Schiff 41 e col codice G.
Il suo successo è comunemente attribuito alla sua capacità di avvicinamento alle navi utilizzando tecniche di camuffamento, sorprendendo rapidamente le navi nemiche, oltre all'accurato fuoco con cui le abbatteva.

## Costruzione

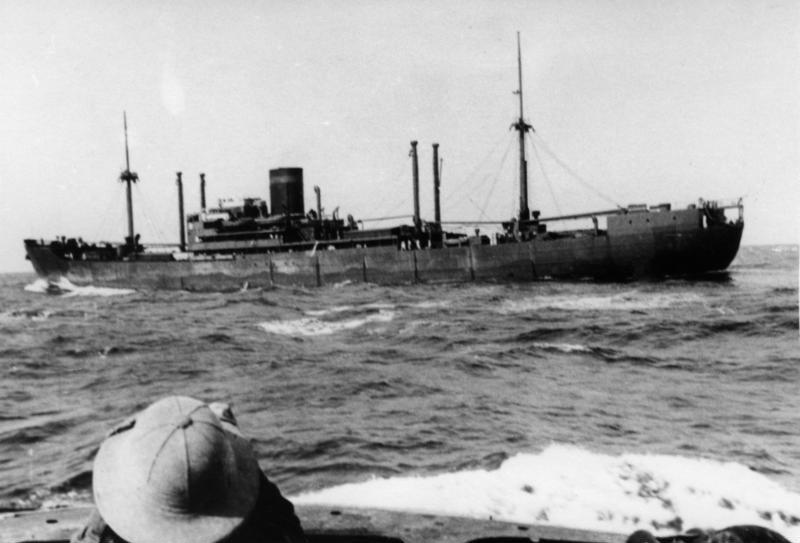
Kormoran nel 1940

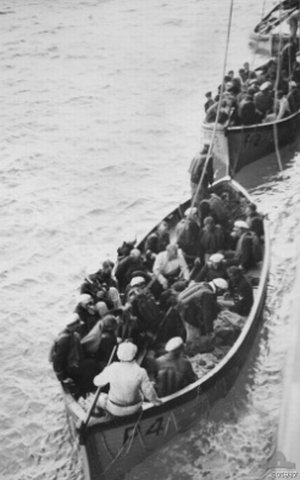
I marinai della Kormoran soccorsi dalle scialuppe inglesi

Il Kormoran fu il più grande incursore mercantile convertito dalla Germania nazista durante la seconda guerra mondiale con le sue 9.400 tonnellate di stazza, lunga 164 metri, larga 20 e con un pescaggio di 8,5 metri. Venne costruita nel 1938 come nave da carico Steiermark e poi convertita come nave corsara nel 1940.
Il Kormoran era armato con 6 cannoni da 155 mm, e altri di minor calibro, 6 tubi lanciasiluri e una catapulta per due aerei Arado Ar 196; inoltre trasportava 360 mine. La sua velocità massima era pari a 18 nodi con un'autonomia di 70.000 miglia marine a 10 nodi. Il suo equipaggio era formato da 420 marinai e 15 ufficiali.

## Attività come corsara
Al comando del capitano di corvetta Theodor Detmers, che ne fu comandante fino al 19 dicembre 1941, iniziò il 3 dicembre 1940 la sua crociera da corsa nell'Oceano Atlantico e nell'Oceano Indiano, per un totale di 352 giorni di navigazione ininterrotta. Durante il conflitto la nave salpò dal porto di Gdynia (allora Gotenhafen) nei pressi di Danzica in Polonia, riuscendo a ingannare il blocco navale britannico nel mare del Nord grazie al mal tempo e passando per una via pericolosa nello stretto di Danimarca. La nave corsara inizialmente venne mascherata come una nave russa, la Viaceslav Molotov, identità con cui percorse l'oceano Atlantico senza farsi scoprire; il 3 gennaio 1941 affondò il piroscafo greco Antonis. In seguito, il 18 gennaio, la petroliera British Union, l'Eurylochus, l'Agnita e la Canadolite da 10.300 tonnellate.
Nella sua crociera, affondò un totale di 12 navi, di cui 8 nell'Atlantico e 4 nell'Indiano, per un totale di 75.375 tonnellate, e depose mine in fronte alle coste del Sudafrica, dell'India e dell'Australia. La sua ultima vittima fu l'incrociatore leggero australiano Sydney dal quale fu però colpita mortalmente subendo l'affondamento. Il Kormoran fu l'unica nave corsara mercantile tedesca delle due guerre mondiali che fu in grado di affondare una nave da guerra nemica.

## Fine della sua carriera
Il Kormoran, mascherato da mercantile olandese Straat Malacca, concluse le sue scorribande alle ore 16:00 del 19 novembre 1941 a sud dell'Australia, quando ingaggiò nel tardo pomeriggio una breve battaglia con l'incrociatore australiano HMS Sidney di 7.000 tonnellate della classe Leander, armato con otto cannoni da 152 mm, che avendola intercettata si avvicinò per controllarne l'identità del finto mercantile olandese. Dopo che la nave australiana si era incautamente avvicinata fino ad un paio di Km, fu improvvisamente attaccata con cannoni, mitragliere e siluri dal Kormoran dopo aver innalzato la bandiera di combattimento tedesca. I colpi del Kormoran danneggiarono gravemente la nave australiana che riuscì però a sparare una salva con i suoi cannoni, salva che colpì a sua volta mortalmente il Kormoran, prima di allontanarsi alla deriva in preda ad incendi ed esplosioni.
Alle ore 21:00 la nave australiana esplose in aria e si inabissò con tutti i suoi 644 marinai, senza aver potuto inviare alcun segnale radio. Il Kormoran invece sopravvisse fin verso alle 01:20 quando esplose dopo che l'incendio propagandosi arrivò ai locali dove erano stivate le mine. A causa del tempo intercorso prima che gli incendi distruggessero la nave, la quasi totalità dei marinai del Kormoran si salvarono (eccetto circa 80 dati per dispersi) e nei giorni successivi vennero raccolti da diverse navi mercantili che passavano nella zona e internati in campi di prigionia sulla costa settentrionale dell'Australia, dai quali fecero ritorno in patria solamente nel 1950. La notizia della perdita del Sydney (inizialmente dato per disperso) e i dettagli sullo svolgimento dell'ultima battaglia emersero solo più tardi a seguito dell'interrogatorio incrociato dei marinai tedeschi.

## Ricerca della nave
| La baia Shark in Australia |
| -------------------------- |
| Kormoran Sydney Carnarvon  |

Le ricerche delle due navi affondate vennero sospese il 29 novembre e la Sidney fu dichiarata dispersa. Dal suo affondamento di allora, non si è mai più saputo niente, ma il 12 marzo del 2008 il ricercatore David Mearns trovò il relitto del Kormoran grazie a ricerche iniziate nel 2001 e al ROV SV Geosounder e al suo sonar a scansione laterale. Il relitto si trovava a circa 2560 metri di profondità e alle coordinate 26°05′49.4″S 111°04′27.4″E a ovest di Carnarvon.
Pochi giorni dopo, il 17 marzo, fu trovato il Sydney a 11,4 miglia nautiche a sud-est dalla Kormoran e precisamente alle coordinate 26°14′37″S 111°13′03″E. La scoperta del ritrovamento fu annunciata dal primo ministro australiano Kevin Rudd, la mattina del 17 marzo 2008. Subito entrambi i relitti furono posti sotto la protezione australiana, che persegue chiunque vada a turbare un relitto protetto.

## Navi catturate o affondate dalla corsara
| Data              | Nome                   | Tons (GRT) | Luogo                  | Note                                                                      |
| ----------------- | ---------------------- | ---------- | ---------------------- | ------------------------------------------------------------------------- |
| 13 gennaio 1941   | Antonis                | 3.729      | 3°S 30°W               |                                                                           |
| 18 gennaio 1941   | British Union          | 6.850      | 26°36′N 30°15′W        |                                                                           |
| 29 gennaio 1941   | Africa Star            | 11.900     | 8°N 15°W               |                                                                           |
| 29 gennaio 1941   | Eurylochus             | 5.764      | 8°15′N 25°14′W         |                                                                           |
| 22 marzo 1941     | Agnita                 | 3.552      | 4°N 23°W               |                                                                           |
| 25 marzo 1941     | Canadolite             | 11.309     | 15°N 33°W              | Catturato e inviato a Bordeaux                                            |
| 9 aprile 1941     | Craftsman              | 8.022      | 3°S 21°W               |                                                                           |
| 12 aprile 1941    | Nicolaos D. L.         | 5.486      | 20°S 22°W              |                                                                           |
| 26 giugno 1941    | Velebit                | 3.644      | 8°N 88°E               |                                                                           |
| 26 giugno 1941    | SS Mareeba             | 4.884      | 8°N 88°E               | Tutti i 48 membri dell'equipaggio catturati e presi a bordo del Kormoran. |
| 26 settembre 1941 | Stamatios G. Embirikos | 3.580      | 2°12′N 73°13′E         |                                                                           |
| 19 novembre 1941  | HMAS Sydney            | 6.980      | 26°09′50″S 111°04′25″E |                                                                           |